# Patagonische Steppe

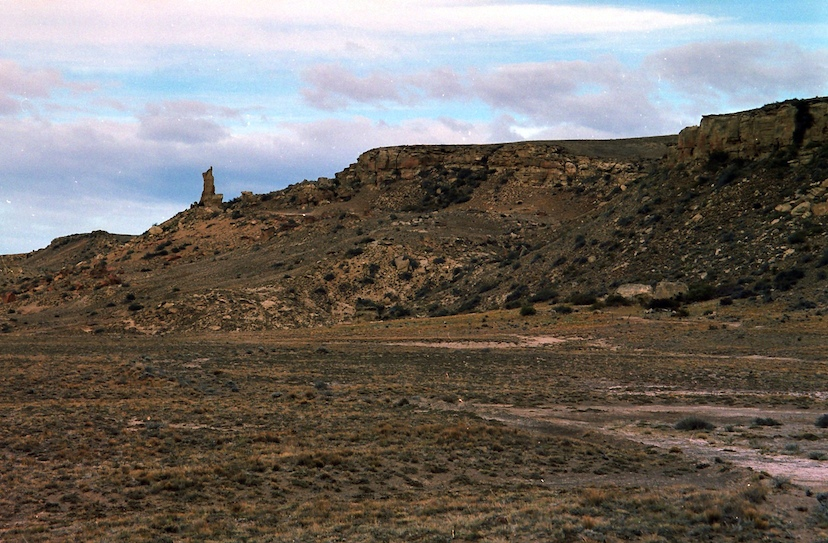
Landschaft nahe dem Parador La Leona an der Ruta Nacional 40 im Westen der Provinz Santa Cruz

Die Patagonische Steppe, auch Patagonische Wüste genannt, ist eine aride Landschaft im Süden Südamerikas.

## Lage und Klima
Die Patagonische Steppe nimmt den Süden des Amerikanischen Festlandes einschließlich des Nordens der Insel Isla Grande de Tierra del Fuego und einiger Inseln im östlichen Teil des Feuerland-Archipels ein. Als Nordgrenze dieses Gebietes wird der Río Colorado betrachtet, die Waldzone am Osthang der Anden bildet die westliche, die Küste des Atlantik die östliche Begrenzung des Gebiets. Ein Großteil der Patagonischen Wüste befindet sich in den 5 südlichsten Provinzen der Republik Argentinien (Tierra del Fuego, Antartida e Islas de Atlantico Sur; Santa Cruz; Chubut; Rio Negro; Neuquén), darüber hinaus zählt auch der südlich des Rio Colorado gelegene Teil der Provinz Buenos Aires (Partido Patagones) zur Patagonischen Steppe. Der Anteil der Republik Chile an der Patagonischen Steppe beschränkt sich neben einigen Tälern in den Regionen X, XI und XII auf den schmalen Küstenstreifen entlang der Magellan-Straße östlich von Punta Arenas. Mit einer Fläche von rund 673.000 km² ist die Patagonische Steppe das ausgedehnteste Trockengebiet Amerikas.
Die südlich des vierzigsten Breitengrades ganzjährig vorherrschende westliche Luftströmung führt dazu, dass sich die über dem Südpazifik gebildeten Wolken größtenteils am Westhang der Anden abregnen, zusätzlich führen die Eisfelder des Campo de Hielo Sur und des Campo de Hielo Norte zu einem weiteren negativen Effekt. Der kalte Falklandstrom im südlichen Atlantik verhindert die Wolkenbildung über dem Atlantik. Die südliche Lage führt zu ausgedehnten, kalten Wintern, in denen Frost keine Seltenheit ist. Schneefälle sind bekannt, aber selten. Die durchschnittliche Jahrestemperatur beträgt etwa 12 °C.
Die jahreszeitliche Verteilung der Niederschläge zeigt keine Extreme, die Maxima liegen normalerweise in den Monaten Januar bis April. Die geographische Verteilung zeigt ein deutliches West-Ost- und ein weniger ausgeprägtes Nord-Süd-Gefälle, die Maximalwerte von rund 300 mm Niederschlag pro Jahr werden im Nordosten des Gebiets rund um Viedma erreicht, in den extremen Regenschatten-Gebieten am Osthang der Anden sind in einzelnen Jahren teilweise weniger als 100 mm Niederschlag zu verzeichnen. Der kontinuierliche Westwind trägt durch Austrocknung der Böden zur extremen Trockenheit bei.

## Geologie
Geomorphologisch ist das Gebiet durch das Meseta genannte Hügelland und weite Ebenen entlang des Atlantik geprägt, häufig treten Tafelberge auf, die durch die Täler häufig nur periodisch fließender Wasserläufe gegliedert werden. Die Böden werden größtenteils von groben, nährstoffarmen Sedimenten gebildet, feinkörnige Materialien und organische Substanzen finden sich nur in Gebieten mit geringer Luftbewegung. 
Charakteristisch sind die zahlreichen Vorkommen versteinerten Holzes, welches durch das Eindringen mineralreicher Flüssigkeiten (meist reich an Kieselsäure) in sedimentbedeckte, abgestorbene Baumstämme im Zuge der Herausbildung der Anden erklärt werden können. Einige Fundstätten – wie das Monumento Natural Bosques Petrificado – wurden mittlerweile unter Schutz gestellt. Neben diesen offensichtlichen Zeugen stärkerer Bewaldung sprechen auch diverse Rohstoffvorkommen – wie Steinkohle nahe Rio Turbio und Erdöl nahe Comodoro Rivadavia – sowie die Fundstätten von Überresten pflanzenfressender Sauropoden am Río Limay für eine dramatische Änderung der Vegetation vor mehr als 50 Millionen Jahren.

## Flora und Fauna
Die natürliche Flora des Gebiets besteht hauptsächlich aus Gräsern der Gattungen der Federgräser und der Rispengräser, vereinzelt zeigen sich Bestände an Sträuchern der Gattungen Benthamiella (Familie Nachtschattengewächse) und Acantholippia (Familie Eisenkrautgewächse). Entlang der Flüsse und Seen am Ostabhang der Anden sind auch Arten zu finden, welche mehr Feuchtigkeit benötigen.
Land- und Forstwirtschaft sind ohne Bedeutung, die häufig anzutreffenden Pappeln dienen ausschließlich dem Windschutz. 
Neben den im Rahmen extensiver Viehwirtschaft gehaltenen Nutztieren – hauptsächlich Schafen, Pferden und Eseln – haben sich vielfältige Bestände an Wildtieren erhalten, jedoch ist die Anzahl an Tiere aufgrund der klimatischen Verhältnisse relativ gering. Typische Vogelarten sind Darwinnandu und Kaninchenkauz, auffällig sind darüber hinaus verschiedene Arten von Raubvögeln. Die Säuger sind durch verschiedene Arten aus der Gattung der Kammratten, Pampashasen, Guanakos und Zwerggürteltiere vertreten; Raubtiere sind Patagonisches Wiesel, Argentinischer Kampfuchs und Puma.

## Geschichte
Fundstätten wie die Cueva de las Manos belegen die Besiedlung dieses Gebietes seit mindestens 9.000 Jahren. Da sich die klimatischen Bedingungen zu dieser Zeit nicht wesentlich von den heutigen unterschieden haben dürften, ist davon auszugehen, dass die damaligen Siedler nomadisch lebten. Die Küste Patagoniens wurde erstmals 1520 durch Ferdinand Magellan besucht, der beim heutigen Puerto San Julián den Südwinter 1520 verbrachte. Dabei trafen Teilnehmer der Expedition auf Angehörige indigener Völker, welche Antonio Pigafetta aufgrund ihrer Körpergröße Patagonier nannte. Im Jahr 1578 erreichte auch Sir Francis Drake diese Bucht. Die Besiedlung des Gebietes südlich des Rio Colorado begann erst in der zweiten Hälfte des 19. Jahrhunderts, viele Ortschaften wurden erst im 20. Jahrhundert gegründet. 